# Roy Jacobsen
Roy Jacobsen (født 26. december 1954 i Oslo) er en norsk forfatter. Han debuterede i 1982 med novellesamlingen Fangeliv. Han er bosat i Oslo.
Han modtog Riksmålsforbundets litteraturpris i 2003 og har vært nomineret til Nordisk råds litteraturpris for romanerne  Sejerherrerne i 1991 og Frost i 2004. Han var også nomineret, som den første nordmannd, til The Man Booker International Prize i 2017, for bogen De usynlige.

## Liv og virke
Jacobsen er opvokset i Groruddalen, en bydel i det nordøstlige Oslo. Han havde forskellige jobs, også efter debuten i 1982, før han blev fuldtidsforfatter i 1990. Fra 1979–1986 boede han på sin mors hjemegn på Solfjellsjøen midt på øen Dønna i Nordland. Moderens baggrund og hans egen opvækst i Groruddalen udgjorde materialet for den bredt anlagte gennembrudsroman Sejerherrerne fra 1991, som måske mere end nogen anden norsk roman, som for et bredt publikum tydeliggjort fænomenet som er blevet kaldt «den store klasserejse». Gennem en enkelt families historie i to generationer skildres hvordan den almenlige menneskers kår i Norge i løbet af de sidste 80 år flyttet sig fra landbrugs- og proletarsamfundets nedarvede, påtvungne betingelser og hen til et postindustrielt, højteknologisk dannelses- og velfærdsamfund med store valgmuligheder, men også til dels med en helt nyskabt identitetsfølelse for mange. I 2013 udkom romanen De Usynlige. Bogen handler om hvordan livet var på en ø i Helgelands skærgård i 1920'erne.
Som skønlitterær forfatter udmærker Jacobsen sig ved sin store alsidighed – fra de korte, psykologisk indholdsrige noveller, med et rigt billede og sprogbrug, til de bredere anlagte romaner, med mange historiske, litterære, sproglige og politiske kundskaber, fra Islands sagatid til det 20. århundredes krigshistorie på kontinentet og i Rusland og Finland.
Jacobsen skrev manuskriptet til den danske storfilm Valhalla Rising i 2008 sammen med Nicolas Winding Refn, som også instruerede filmen.
Han har været medlem af radiorådet i NRK, og er medlem af Det Norske Akademi for Sprog og Litteratur.
Jacobsen blev i 2017 udnævnt til ridder af Den Islandske Falkeorden.